# Belarussisch-polnische Beziehungen
Belarussisch-polnische Beziehungen sind die außenpolitischen Beziehungen zwischen Belarus und Polen. Die beiden Länder sind Nachbarn und haben eine ungefähr 420 km lange gemeinsame Grenze. 
Das heutige Belarus gehörte nach dem Zerfall der Kiewer Rus über mehrere Jahrhunderte zum Großfürstentum Litauen und später zu Polen-Litauen. In diesem Staat lehnten sich die orthodoxen Ruthenen (die Vorfahren der Belarussen) mehrfach gegen die Vorherrschaft des katholischen polnischen Adels auf. Mit den Teilungen Polens gegen Ende des 18. Jahrhunderts fiel Belarus an das Russische Kaiserreich. In der Zarenzeit wurden verschiedene Angehörige der polnischen Minderheit wie Jan Barszczewski, Jan Czeczot oder Wincenty Dunin-Marcinkiewicz zu Vordenkern der belarussischen Nationalbewegung. Nach dem Ersten Weltkrieg kamen die Westgebiete des heutigen Belarus zu Polen. Durch den Molotow-Ribbentrop-Pakt wurden diese an die Belarussische SSR angeschlossen. Nach dem Zweiten Weltkrieg kam es schließlich zur Westverschiebung Polens und die alten polnischen Ostgebiete verblieben bei der Sowjetunion, wobei Polen mit deutschen Ostgebieten entschädigt wurde. 
Polen und Belarus haben nach dem Ende des Kalten Kriegs und dem Zerfall der Sowjetunion am 2. März 1992 diplomatische Beziehungen aufgenommen. Die Republik Polen war einer der ersten Staaten, die die Unabhängigkeit von Belarus anerkannt haben. Beide Staaten schlossen am 23. Juni 1992 ein Abkommen über freundschaftliche Beziehungen ab. Die Beziehungen beider Staaten waren in der ersten Hälfte der 1990er Jahre gut, zumal sie historisch nicht derart belastet sind, wie es die polnisch-ukrainischen oder die polnisch-litauischen Beziehungen waren. Die Beziehungen verschlechterten sich jedoch mit dem Beitritt Polens zur NATO in der zweiten Hälfte der 1990er Jahre und gelten seit dem Angriff Russlands auf die Ukraine 2022 als angespannt bis feindlich. Polen hat die Grenze zu Belarus deshalb geschlossen und fühlt sich durch die russisch-belorussischen Militärübungen an seiner Grenze bedroht.
Zur polnischen Minderheit in Belarus bekennen sich ca. 400.000 Personen (insbesondere im Westen und Nordwesten – Raum Hrodno), zur belorussischen Minderheit in Polen etwa 50.000 Personen (insbesondere im Südosten der Woiwodschaft Podlachien). Daneben leben viele Zuwanderer, Studenten und politische Flüchtlinge aus Belarus in Polen, insbesondere in den großen Städten des Landes.
Polen besitzt eine Botschaft in Minsk und Generalkonsulate in Hrodno sowie Brest-Litowsk. Belarus hat eine Botschaft in Warschau sowie Generalkonsulate in Danzig und Białystok sowie ein Konsulat in Biała Podlaska.